# Rita de Cássia Leone Figueiredo Ribeiro
Rita de Cássia Leone Figueiredo Ribeiro (1948) es una botánica, curadora y profesora brasileña.
En 1969, obtuvo una licenciatura en Historia natural, por la Universidad de São Paulo, la maestría en Biología Vegetal en 1971; y, el doctorado, con la defensa de la tesis: Variaciones fisiológicas y metabólicas en xylopodios de Ocimum nudicaule Benth. var. anisifolium Giul. en diferentes etapas de crecimiento, por la misma casa de altos estudios, en 1980. En 1988, realizó un postdoctorado en la Estación de Mejoramiento Vegetal de Welsh, en Aberystwyth, Gales.
Desde 1972, desarrolla actividades académicas y de investigación, como Investigadora Asociada del Instituto de Botánica, IBT, de la Secretaría de Medio Ambiente. Y desde 2011, es Profesora Asesora del Programa de Postgrado, de la Universidad Federal de Goiás. Tiene experiencia en el área de Botánica, Ecofisiología vegetal, actuando sobre los siguientes temas: reservas de hidratos de carbono órganos subterráneos, semillas, Asteraceae, leguminosas, pastos, sabanas y madera de Brasil.

## Algunas publicaciones
- FIALHO, M. B. ; SIMOES, K. ; BARROS, C. A. ; PESSONI, R. A. B. ; BRAGA, M. R. ; FIGUEIREDO-RIBEIRO, R.C.L. 2013. PRODUCTION OF 6-KESTOSE BY THE FILAMENTOUS FUNGUS Gliocladium virens AS AFFECTED BY SUCROSE CONCENTRATION. Mycoscience (Tokio) 54: 198-205

- CACCERE, RODRIGO ; TEIXEIRA, SIMONE P. ; CENTENO, DANILO C. ; FIGUEIREDO-RIBEIRO, RITA DE CÁSSIA L. ; BRAGA, MÁRCIA R. 2013. Metabolic and structural changes during early maturation of Inga vera seeds are consistent with the lack of a desiccation phase. J. of Plant Physiology 170: 791-800

- SANDRIN, Carla Zuliani ; FIGUEIREDO-RIBEIRO, RITA DE CÁSSIA L. ; DELITTI, W. B. C. ; Domingos, Marisa. 2013. Short-term changes of fructans in ryegrass (Lolium multiflorum `Lema ) in response to urban air pollutants and meteorological conditions. Ecotoxicology and Environmental Safety

- MORAES, M. G. ; CHATTERTON, N. J. ; HARRISON, P. A. ; FILGUEIRAS, T. S. ; Figueiredo-Ribeiro, R. C. L. 2013. Diversity of non-structural carbohydrates in grasses (Poaceae) from Brazil. Grass and Forage Sci. 68: 165-177

- Nascimento, Diego S. ; Valasques Junior, Gildomar ; Fernandes, Pedro ; Ribeiro, Geise C.A. ; Lima, Danyo M. ; Góes-Neto, Aristóteles ; Oliveira, Rodrigo Q. ; Figueiredo-Ribeiro, Rita de Cassia L. ; Assis, Sandra A. de. 2012. Production, characterization and application of inulinase from fungal endophyte CCMB 328. An. da Academia Brasileira de Ciências 84: 443-454

### Libros
- FIGUEIREDO-RIBEIRO, R.C.L. ; BARBEDO, C.J. ; ALVES, E. S. ; DOMINGOS ; BRAGA, M. R. (orgs.) 2008. PAU-BRASIL, DA SEMENTE À MADEIRA: CONHECER PARA CONSERVAR. SÃO PAULO: INSTITUTO DE BOTÂNICA - IMESP, 184 pp.

### Capítulos de libros
- BARBEDO, C.J. ; FIGUEIREDO-RIBEIRO, R.C.L. ; MORAES, M. H. ; RICHTER, A. A. 2008. A SEMENTE: DESENVOLVIMENTO, MATURAÇÃO, ARMAZENAMENTO, GERMINAÇÃO e Sanidade Biológica. En: FIGUEIREDO-RIBEIRO, R.C.L.; BARBEDO, C.J.; ALVES, E.S. ; DOMINGOS, M. & BRAGA, M.R. (orgs.) PAU-BRASIL, DA SEMENTE À MADEIRA: CONHECER PARA CONSERVAR. SÃO PAULO: IMESP, pp. 43-52

- FIGUEIREDO-RIBEIRO, R.C.L. ; CHU, E. P. ; ALMEIDA, V. P. 2008. TUBERIZAÇÃO. En: GILBERTO BARBANTE KERBAUY (org.). FISIOLOGIA VEGETAL - 2.ª EDIÇÃO. RIO DE JANEIRO: GUANABARA KOOGAN, pp. 409-419

- CARVALHO, M. A. M. ; ASEGA, A.F. ; FIGUEIREDO-RIBEIRO, R.C.L. 2007. FRUCTANS IN ASTERACEAE FROM THE BRAZILIAN CERRADO. En: NORIO SHIOMI, NOUREDDINE BENKEBLIA, SHUICHI ONODERA (orgs.) RECENT ADVANCES IN FRUCTOOLIGOSACCHARIDES RESEARCH. TRIVANDRUM - KERALA: RESEARCH SIGNPOST, vol. 37, pp. 661-684

- FIGUEIREDO-RIBEIRO, R.C.L. ; PESSONI, R. A. B. ; BRAGA, M. R. 2007. INULINASES PRODUCED BY MICROBES FROM THE BRAZILIAN CERRADO: CHARACTERIZATION AND POTENTIAL USES. En: N. SHIOMI; N. BENKEBLIA; S. ONODERA (orgs.) RECENT ADVANCES IN FRUCTOOLIGOSACCHARIDES RESEARCH. KERALA: RESEARCH SIGNPOST PRESS, vol. 18, pp. 339-356

- FIGUEIREDO-RIBEIRO, R.C.L. ; PESSONI, R. A. B. ; BRAGA, M. R. ; DIETRICH, S. M. C. 2007. INULIN AND MICROBIAL INULINASES FROM THE BRAZILIAN CERRADO: OCCURRENCE, CHARACTERIZATION AND POTENTIAL USES. En: Jaime Teixeira da Silva (org.) Functional Ecosystems and Communities. Kenobe: Global Science Books, pp. 43-49

- FIGUEIREDO-RIBEIRO, R.C.L. ; CHU, E. P. ; ALMEIDA, V. P. 2004. TUBERIZAÇÃO. En: Gilberto Barbante Kerbauy (org.) Fisiología Vegetal. Río de Janeiro: Guanabara Koogan, pp. 409-420

## Honores

### Membresías
- de la Sociedad Botánica del Brasil,[4] y entre 1975 a 1977, su tesorera[2]

### Coeditoría
- 2001 - 2008, Periódico: Revista Brasileira de Botânica

### Cuerpo editorarial
- 1988 - 1995, Periódico: Rev. Brasileira de Botânica

- 1993 - 1995, Periódico: New Phytologist

- 2001 - 2003, Periódico: Brazilian J. of Biology

- 2003 - 2007, Periódico: Brazilian J. of Plant Physiology

- 2001 - 2004, Periódico: Acta Botanica Brasilica

2008 - actual
- Periódico: Process Biochemistry
- Periódico: Environmental and Experimental Botany